# Saison 2014 de l'équipe cycliste EPM-UNE-Área Metropolitana
La saison 2014 de l'équipe cycliste EPM-UNE-Área Metropolitana est la seizième de cette équipe colombienne, lancée en 1999 et dirigée par Raúl Mesa. Deux succès remarquables se détachent lors des bilans, les victoires d'Óscar Sevilla dans le Tour de Colombie et le Tour de Rio.

## Avant-saison

### Arrivées et départs
| Arrivées           | Équipe 2013                                  |
| ------------------ | -------------------------------------------- |
| Rafael Infantino   | Aguardiente Antioqueño - Lotería de Medellín |
| Juan David Montoya |                                              |
| Juan Pablo Rendón  | Fuerzas Armadas - Ejército Nacional          |
| Juan Pablo Suárez  | Colombia                                     |

| Départs         | Équipe 2014              |
| --------------- | ------------------------ |
| Giovanni Báez   | EBSA - Indeportes Boyacá |
| Edward Beltrán  | Tinkoff - Saxo           |
| Freddy Piamonte | Coldeportes - Claro      |
| Óscar Rivera    | EBSA - Indeportes Boyacá |

## Déroulement de la saison

### Premier semestre
Bien qu'elle doive compenser le départ de Giovanni Báez, dans l'équipe depuis sept ans, la formation commence sa saison comme elle avait terminé la précédente, par une victoire. Quatre-vingt participants sont au départ du Circuito Feria de Manizales, première épreuve du calendrier national colombien 2014. Malgré de nombreuses tentatives d'échappées, les EPM-UNE travaillent pour que le peloton arrive groupé. Dans le sprint massif qui clôt la course, trois des leurs terminent dans les cinq premiers, dont le vainqueur Stiber Ortiz. Par contre, onze jours plus tard, la formation ne peut empêcher Javier Gómez de mener à bien son échappée, et de remporter le Circuito ciclístico Ángel Miguel Sanabria à Tuta.
En raison du mondial de football, les équipes colombiennes doivent séparer leur saison en deux. Un premier pic de forme avant une pause obligatoire et un second pic pour enchaîner le Tour de Colombie et le Clásico RCN. Mi-janvier, Raúl Mesa, le directeur technique de la formation, annonce que lors du premier trimestre de compétition, les coureurs iront disputer le Tour de Sao Paulo (épreuve de l'UCI America Tour 2014), pour pallier le manque de courses à étapes dans le calendrier national colombien, à cette date.
Peu de temps avant de partir au Brésil, l'équipe signe avec un troisième co-sponsor. L'Aire Métropolitaine de Medellín décide de faire connaître et promouvoir ses activités par l'intermédiaire du cyclisme. Dans le pays frontalier, la formation subit la domination de l'équipe Funvic Brasilinvest. Elle finit deuxième au classement par équipes mais à vingt minutes des Brésiliens. Leur leader Óscar Sevilla, pourtant trois fois deuxième d'étapes, échoue dans sa quête de podium, en terminant quatrième. Walter Pedraza, sixième, est le seul à remporter une étape. Il devance son compatriote Edson Calderón à l'arrivée de la septième, jugée en côte.
Le 19 février, douze coureurs de l'équipe prennent part à la première course par étapes du calendrier national colombien, la Vuelta al Tolima. Dès le prologue, la formation et son leader Óscar Sevilla réaffirment leur leadership sur le peloton colombien. Le lendemain, le Colombo-espagnol est le seul à pouvoir suivre Mauricio Ortega, dans sa fugue, renforçant, ainsi, sa place de leader de la course. Deux nouvelles victoires d'étape permettent à Sevilla de conserver son titre, qu'il assortit du classement par points, tandis que sa formation s'impose dans le classement par équipes.
Après une longue interruption du calendrier, le retour à la compétition se fait à la Clásica de Anapoima, avec la même réussite. Óscar Sevilla devient le premier triple vainqueur de l'épreuve. La formation rafle les trois étapes, les classements par points (Sevilla), des étapes volantes (Jaime Castañeda) et par équipes. De plus Camilo Castiblanco accompagne son leader sur le podium final. Juan David Montoya remporte sa première victoire en catégorie Élite, le premier jour. Le lendemain, Óscar Sevilla s'impose dans l'étape-reine et s'installe en tête du classement général, place qu'il conforte en gagnant le contre-la-montre de clôture.
Ayant remporté le titre sept ans consécutivement, l'équipe arrive à la Vuelta al Valle del Cauca, avec la volonté de récupérer le trophée, abandonné au profit de Juan Pablo Villegas, la saison précédente. Raúl Mesa y inscrit quatorze coureurs plus un nouveau venu, le Portoricain John Paul Llorens, dans la catégorie Espoir. Ce dernier est soutenu par la fédération cycliste de son île, il vient s'aguerrir dans les rangs de sa nouvelle formation. Même s'il faut attendre début avril, pour assister à cette nouvelle épreuve du calendrier, le résultat est identique. Óscar Sevilla s'impose, grâce à sa domination dans le contre-la-montre. En gagnant une des dernières courses à étapes colombiennes n'étant pas encore à son palmarès, il devient le premier coureur d'origine étrangère a remporté cette compétition. Trois autres membres de l'équipe terminent dans les dix premiers.
La semaine suivante ont lieu les Championnats de Colombie sur route. De nombreux dysfonctionnements dans l'organisation empêchent certains coureurs de disputer l'épreuve du contre-la-montre. Ainsi Róbigzon Oyola, sous les couleurs de la ligue cycliste de Tolima, ne peut se présenter au départ à temps, alors qu'il faisait partie des favoris. Finalement seul Weimar Roldán participe, il termine à la onzième place.
Le samedi 12, se déroule la course en ligne Élite. Après une multitude de tentatives, dans le sixième tour, un groupe de quatorze s'échappe. Il va compter jusqu'à 1 min 43 s d'avance. Le champion 2013 Walter Pedraza, sous les couleurs de la ligue de Cundinamarca, Róbigzon Oyola et Juan Pablo Suárez font partie de l'échappée, réduite à neuf hommes, qui se disputent le titre, quatre tours plus tard. Suárez réussit à obtenir la médaille de bronze, à l'issue du sprint, alors que Oyola et Pedraza échouent aux cinquième et neuvième places, respectivement. Moins de quarante secondes plus tard arrive le peloton où quatre hommes de la formation ont pris place, dont le mieux classé est Jaime Castañeda, treizième.
Le mercredi 16, malheureux lors des championnats, Róbigzon Oyola s'impose dans la Clásica de Girardota, un contre-la-montre en côte. Cette épreuve hors-calendrier national est coorganisée par Weimar Roldán, et voit une ample participation de ses coéquipiers. Ceux-ci terminent à trois dans les quatre premiers.
Huit jours plus tard, la formation est au départ de la Clásica José María Córdova de Rionegro. Une nouvelle fois, les coureurs EPM-UNE dominent une course à étapes du calendrier national colombien. Ils remportent trois étapes sur cinq et terminent aux deux premières places du classement général individuel. Cette fois encore, Óscar Sevilla s'impose mais il ne finit qu'avec sept secondes d'avance sur son coéquipier Rafael Infantino, vainqueur de la cronoescalada, un contre-la-montre en côte, du deuxième jour. Tandis que, tenant du titre, Sevilla s'empare de la tête de la course, en gagnant la première étape, Weimar Roldán s'impose en solitaire dans la dernière, disputée sous la forme d'un critérium.
Le 1er mai, Walter Pedraza participe à une épreuve hors-calendrier national, la Clásica Ciclística Alcaldía de Supía. Il termine deuxième derrière César Villegas.
Sur les cent dix-neuf coureurs qui prennent le départ de la Vuelta a Antioquia, treize font partie de l'effectif (dix sous les couleurs de l'équipe, trois dans une équipe mixte). Trois hommes terminent dans les six premiers mais le titre général leur échappe. La première étape voit le leader de la formation Aguardiente Antioqueño, Alex Cano s'imposer au sprint, à Yarumal, devant Óscar Sevilla. Le lendemain, Rafael Infantino s'impose à son compagnon d'échappée Camilo Gómez. Leur avance est telle qu'ils se disputent le titre entre eux. Mais Gómez prend un ascendant décisif sur Infantino dans la cronoescalada du quatrième jour. Ainsi, bien que les EPM-UNE s'imposent dans le classement par équipes et Sevilla dans le classement de la régularité, au classement général individuel, Rafael Infantino n'est que deuxième et Óscar Sevilla quatrième.
Aux mêmes dates se déroulent au Mexique, les Championnats panaméricains de cyclisme sur route, deux hommes de la formation y sont sélectionnés : Juan Pablo Suárez et Weimar Róldan. Suárez termine quatrième du contre-la-montre, en ne réussissant pas à s'immiscer à la lutte pour les médailles. Il n'en va pas de même, trois jours plus tard. Dans la course en ligne, Suárez fait partie du quatuor qui s'isole en tête de la course, à trois tours de l'arrivée. Au sprint, il ne peut rien face à Byron Guamá, nouveau champion panaméricain, mais parvient à s'octroyer la médaille de bronze. Róldan termine cinquième, avec un retard de 1 min 27 s.
Puis dans la Clásica de El Carmen de Viboral, la victoire dans le classement général individuel revient à Rafael Infantino. En l'absence de son leader Óscar Sevilla, Infantino, deuxième des deux dernières courses par étapes auxquelles il a participé, remporte le contre-la-montre du dernier jour. Il efface les vingt-cinq secondes de retard qu'il avait sur César Villegas pour s'emparer du titre. Ses coéquipiers Jaime Castañeda et Walter Pedraza s'imposent, quant à eux, à l'arrivée de la première étape et dans le classement de la régularité. Par contre, la formation échoue pour trois secondes face aux Aguardiente Antioqueño, dans le classement par équipes.
À la mi-juin, le directeur technique Raúl Mesa détaille le programme du deuxième semestre de compétition. Pendant l'interruption de la saison cycliste colombienne en raison de la Coupe du monde, chaque coureur bénéficie d'une préparation spécifique en vue d'affronter les différents objectifs fixés. Après avoir participé à la Clásica de Fusagasugá, le principal d'entre eux est de conserver le titre d'Óscar Sevilla au Tour de Colombie. La suite de la saison s'articule autour du calendrier national avec des escapades à l'étranger pour disputer le Tour de Rio et le Tour du Guatemala.

### Deuxième semestre
Début juillet, la Clásica de Fusagasugá n'infirme pas l'impression des premiers mois de compétition. Óscar Sevilla, le leader de l'équipe EPM-UNE-Área Metropolitana domine toujours les courses à étapes du calendrier national. Deuxième de la cronoescalada (un contre-la-montre en côte) du premier jour, le Colombo-espagnol prend la tête de l'épreuve, le lendemain, en terminant dans le même temps que Mauricio Ortega, au sommet de l'Alto del Romeral, où Sevilla ne lui dispute pas la victoire. Le samedi 5, non seulement, il s'impose au classement général individuel mais il remporte la dernière étape, disputée en critérium et les quatre classements annexes de l'épreuve ; sa formation remportant, quant à elle, le classement par équipes.
Cependant, il n'en va pas de même une semaine plus tard à la Clásica Club Deportivo Boyacá. Óscar Sevilla est absent des débats lors de la première journée, l'éloignant de la victoire finale. Même s'il redevient protagoniste sur les deux dernières étapes, remportant le contre-la-montre, du dernier jour, il échoue à la onzième place finale. Un seul homme termine dans les dix premiers, Walter Pedraza à la cinquième place.

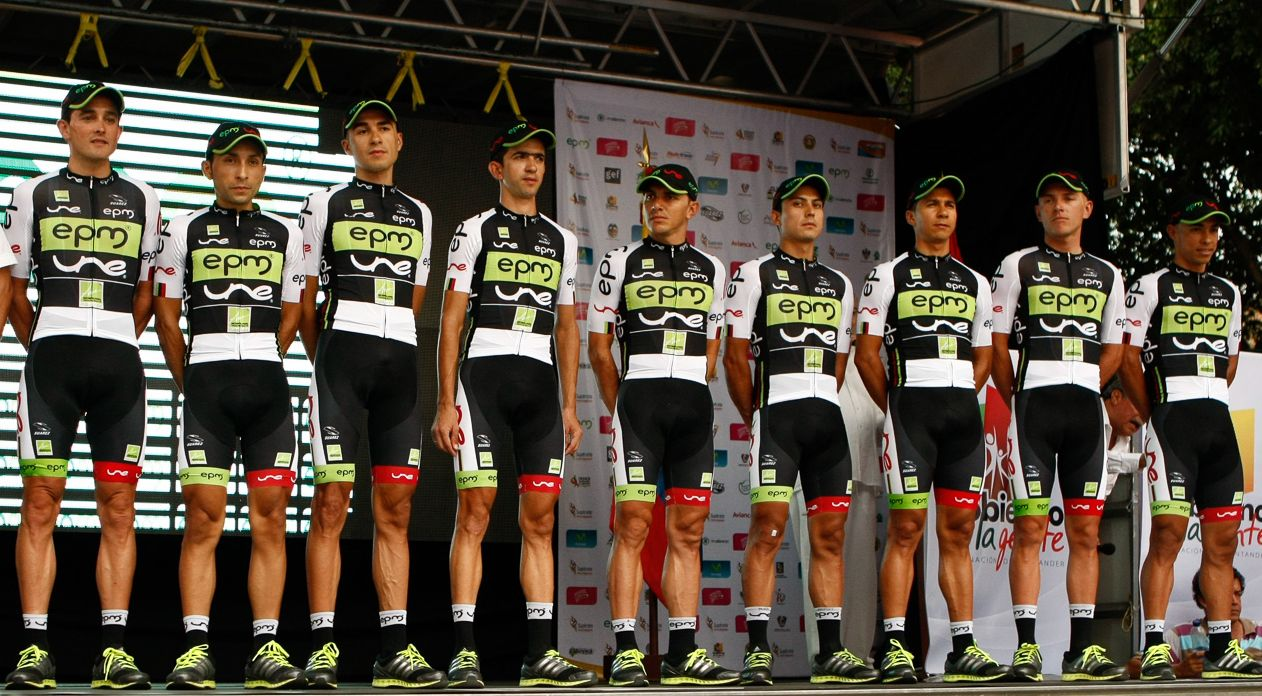
L'équipe en 2014

Début août, le Tour de Colombie est l'épreuve suivante à laquelle participe l'équipe. C'est aussi la plus importante du calendrier national et la seule compétition de l'UCI America Tour 2014 en Colombie. L'objectif de la formation est de conserver le titre acquis l'année précédente par Óscar Sevilla. Ce dernier est le favori pour les médias, et bon nombre de ses adversaires,.
La première étape se dispute sous la forme d'un contre-la-montre par équipes. Les EPM-UNE-Área Metropolitana sont en tête à tous les pointages intermédiaires. Sous une pluie battante, ils sont les seuls à boucler le parcours en moins de trente-cinq minutes. Ils relèguent leurs poursuivants immédiats, les Movistar Team América à 1 min 31 s. Camilo Castiblanco franchit la ligne en premier et endosse le premier maillot de leader de l'épreuve. Son coéquipier Weimar Roldán dispose du champion national Miguel Ángel Rubiano, à l'issue d'une échappée menée lors de la troisième étape. Rubiano prend les commandes de la course, Óscar Sevilla se retrouve, alors à 2 min 49 s du leader. Aidé de sa formation, il tente chaque jour de refaire son retard. Ainsi il remporte la cinquième étape, en mettant à profit sa connaissance du tracé de l'ultime kilomètre. Mais au matin de la cronoescalada, la veille de l'arrivée, il compte encore 1 min 12 s de retard sur Rubiano. Lors de ce contre-la-montre en côte, Sevilla prend rapidement le dessus sur le leader provisoire. Trop confiant, il néglige la performance de Fernando Camargo et relâche son effort. Son temps est convenable pour éloigner la menace Rubiano mais pas celle que constitue Camargo. Sevilla se retrouve deuxième de l'épreuve à deux secondes du fauteuil de leader. Lors de la dernière étape, disputée en critérium, les EPM-UNE-Área Metropolitana réussissent à grappiller les trois secondes suffisantes pour renverser une situation qui semblait bien compromise. C'est ainsi que dans la suspicion, Óscar Sevilla se succède à lui-même au palmarès du Tour de Colombie, (d'aucuns se sont interrogés sur la passivité des Boyacá se Atreve - Liciboy, lors du premier sprint bonification, où Sevilla rafle les trois secondes nécessaires et sur l'air enjoué de Fernando Camargo, sur le podium, alors qu'il vient de perdre son Tour national pour une malheureuse seconde).
Outre la victoire dans le classement général individuel, Sevilla s'impose dans le classement par points et Walter Pedraza est consacré meilleur grimpeur de l'épreuve. Tandis que la formation termine deuxième au classement par équipes, un deuxième membre de celle-ci, Juan Pablo Suárez, s'immisce dans le Top 10 final.
Une semaine plus tard, l'équipe se scinde en deux pour participer à deux épreuves de front. Six coureurs s'envolent pour le Brésil pour disputer le Tour de Rio et tenter de garder le titre, acquis en 2013 (pt) par Óscar Sevilla. Il est accompagné de cinq équipiers ayant tous participé à leur Tour national. Pendant qu'une autre partie de l'effectif, emmenée par Walter Pedraza, part à Bucaramanga disputer une course du calendrier domestique, la Vuelta a Santander.
Dans le pays frontalier, Óscar Sevilla conserve son titre et par là même, remporte sa seconde course à étapes de l'UCI America Tour 2014 dans le mois. Il prend le commandement de la compétition dès le premier jour, où il met à profit la dernière ascension de la journée, pour s'échapper avec son dauphin de l'année précédente et récent vainqueur du Tour du Portugal, Gustavo César Veloso. Les cinq autres équipiers se classent tous dans les quinze premiers, en terminant dans le peloton à 1 min 19 s du Colombo-espagnol. L'hégémonie sur la course des EPM-UNE est remise en cause lors de la quatrième étape, où l'équipe Ironage-Colner lance une échappée matinale, qui obtient jusqu'à 9 min 45 s d'écart maximal. Le travail des équipiers de Sevilla lui permet de conserver son bien mais éloignent ces derniers au classement général. Lors des deux ultimes étapes, Óscar Sevilla n'est plus inquiété grâce à la vigilance de ses coéquipiers et s'impose devant Veloso. Tandis que la formation termine troisième au classement par équipes, Juan Pablo Suárez, au moyen des bonifications et des cassures dans le peloton, se glisse à la septième place finale.
Au même moment, en l'absence des deux derniers vainqueur de l'épreuve, Alex Cano et Mauricio Ortega, et de leur équipe Aguardiente Antioqueño, Pedraza livre un duel homérique avec Félix Cárdenas pour le titre. Walter Pedraza s'impose de dix secondes face à son rival, après le contre-la-montre de clôture, où Cárdenas échoue à renverser la situation (Pedraza obtenant en outre le classement de la régularité). Walter prend la tête de la compétition dès la première étape. Il s'y impose avec trois secondes d'avance sur un petit groupe emmené par Cárdenas. Le Cundinamarqués perd le commandement de l'épreuve lors du troisième jour, après une échappée au long cours. Mais il le récupère dès le lendemain, dans l'étape reine. Walter Pedraza y signe une deuxième victoire d'étape, en s'isolant à douze kilomètres du terme.
Début septembre, la course suivante emmène les coureurs de la formation à Bello, dans le département d'Antioquia. En l'absence de leur leader, Óscar Sevilla, ses coéquipiers paraissent, dans un premier temps, compétitif. Puisque, le premier jour, Edwin Carvajal prend la tête du classement général, en s'imposant devant Mauricio Ardila. Et que le lendemain, Juan Pablo Suárez gagne devant un groupe réduit. À cette occasion, Suárez remporte la vingt-cinquième victoire d'étapes de la saison, pour sa formation. Cependant, Carvajal cède devant Ardila, lors du contre-la-montre en côte, du quatrième jour, qui s'avère décisif. Le jour suivant voit Mauricio Ardila s'imposer dans la Vuelta Marco Fidel Suárez et la mise en échec de l'équipe. Juan Pablo Suárez termine premier d'entre eux à la cinquième place devant Walter Pedraza, sixième. En sus des deux victoires d'étapes, un classement annexe, celui de la régularité (conquis par Suárez) vient enjoliver le bilan.
Après avoir fait l'impasse sur la Vuelta a Boyacá, six coureurs de la formation participe à la Clásica de Marinilla. Sans ses meilleurs éléments, les EPM-UNE sont dominés par l'équipe Aguardiente Antioqueño. Trois des leurs terminent dans les dix premiers mais le mieux classé est Robigzon Oyola, quatrième. Ils ne peuvent empêcher Rafael Montiel de conserver son titre. Le seul satisfecit est la victoire de Weimar Roldán dans le classement des étapes volantes.
Fin septembre, l'équipe se présente à la cinquante-quatrième édition du Clásico RCN, avec l'étiquette de grandissime favori pour son leader Óscar Sevilla, auréolé de sa récente victoire dans le Tour de Rio.
Les cinq premières étapes se disputent en plaine, sous de fortes chaleurs, l'équipe y justifie son statut. Jaime Castañeda s'impose au sprint le premier jour. Óscar Sevilla en fait de même, le surlendemain, à Barranquilla. Castañeda y retrouve, alors, son maillot de leader, qu'il conserve trois jours durant. Par contre, il n'en va pas de même à l'arrivée de la haute montagne. D'abord, Óscar Sevilla et les autres chefs de file des formations rivales sont piégés par le futur vainqueur Óscar Soliz. Sevilla se retrouve deuxième mais à une minute du Bolivien. Pire lors de la huitième étape, il ne peut suivre les candidats au titre et se retrouve irrémédiablement distancé. Il termine sixième de l'épreuve, deux jours plus tard.
Malgré deux victoires d'étapes, le classement de la régularité (remporté par Jaime Castañeda) et le classement combiné pour Óscar Sevilla, la troisième place de la formation dans le classement par équipes et surtout la sixième place de son leader sont des revers pour les EPM-UNE.
Fin octobre, la formation dispute son ultime compétition au Guatemala, en participant au Tour national (es), sous les couleurs d'EEGSA (fournisseur d'électricité guatémaltèque appartenant au groupe EPM) - Emisoras Unidas. Óscar Sevilla s'impose dans le contre-la-montre inaugural et se maintient en tête de la compétition jusqu'au quatrième jour où Alex Cano le déloge. Malgré le gain de l'étape reine, le lendemain, il ne peut empêcher le Colombien de s'imposer dans l'épreuve. Néanmoins Sevilla termine troisième tandis que deux autres membres de la formation terminent dans les dix premiers, Walter Pedraza au cinquième rang et Juan Pablo Suárez au dixième. Le gain de la dernière étape pour Róbigzon Oyola et deux victoires dans des classements annexes (le trophée des grimpeurs pour Pedraza et le classement par équipes) bonifient le résultat d'ensemble.

## Effectif
| Cycliste           | Date de naissance | Nationalité | Équipe 2013                                  |
| ------------------ | ----------------- | ----------- | -------------------------------------------- |
| Edwin Carvajal     | 6 mars 1983       | Colombie    | EPM-UNE                                      |
| Jaime Castañeda    | 29 octobre 1986   | Colombie    | EPM-UNE                                      |
| Camilo Castiblanco | 24 novembre 1988  | Colombie    | EPM-UNE                                      |
| Nicolás Castro (d) | 28 juin 1988      | Colombie    | EPM-UNE                                      |
| Rafael Infantino   | 28 août 1984      | Colombie    | Aguardiente Antioqueño - Lotería de Medellín |
| Juan David Montoya | 10 juillet 1991   | Colombie    |                                              |
| Stiber Ortiz       | 12 août 1980      | Colombie    | EPM-UNE                                      |
| Róbigzon Oyola     | 10 août 1988      | Colombie    | EPM-UNE                                      |
| Walter Pedraza     | 27 novembre 1981  | Colombie    | EPM-UNE                                      |
| Cristián Peña      | 2 décembre 1991   | Colombie    | EPM-UNE                                      |
| Juan Pablo Rendón  | 17 avril 1989     | Colombie    | Fuerzas Armadas - Ejército Nacional          |
| Ramiro Rincón      | 17 mars 1987      | Colombie    | EPM-UNE                                      |
| Weimar Roldán      | 17 mai 1985       | Colombie    | EPM-UNE                                      |
| Óscar Sevilla      | 29 septembre 1976 | Espagne     | EPM-UNE                                      |
| Juan Pablo Suárez  | 30 mai 1985       | Colombie    | Colombia                                     |

## Bilan de la saison

### Calendrier
| Date              | Course                                      | Pays      | Classe | Meilleur coureur  | Classement |
| ----------------- | ------------------------------------------- | --------- | ------ | ----------------- | ---------- |
| 5/01/2014         | Circuito Ciclístico Feria de Manizales      | Colombie  | CNC    | Stiber Ortiz      | Vainqueur  |
| 18/01/2014        | Circuito Ciclístico Ángel Miguel Sanabria   | Colombie  | CNC    | Walter Pedraza    | 6e         |
| 9-16/02/2014      | Tour de Sao Paulo                           | Brésil    | 2.2    | Óscar Sevilla     | 4e         |
| 19-23/02/2014     | Vuelta al Tolima                            | Colombie  | CNC    | Óscar Sevilla     | Vainqueur  |
| 18-20/03/2014     | Clásica Nacional Alcadía de Anapoima        | Colombie  | CNC    | Óscar Sevilla     | Vainqueur  |
| 2-6/04/2014       | Vuelta al Valle del Cauca                   | Colombie  | CNC    | Óscar Sevilla     | Vainqueur  |
| 10/04/2014        | Championnat de Colombie du contre-la-montre | Colombie  | CN     | Weimar Roldán     | 11e        |
| 12/04/2014        | Championnat de Colombie sur route           | Colombie  | CN     | Juan Pablo Suárez | 3e         |
| 16/04/2014        | Clásica de Girardota                        | Colombie  | HC     | Róbigzon Oyola    | Vainqueur  |
| 24-26/04/2014     | Clásica “José María Córdova” de Rionegro    | Colombie  | HC     | Óscar Sevilla     | Vainqueur  |
| 7-11/05/2014      | Vuelta a Antioquia-FLA 95 años              | Colombie  | CNC    | Rafael Infantino  | 2e         |
| 20-23/05/2014     | Clásica Nacional El Carmen de Viboral       | Colombie  | HC     | Rafael Infantino  | Vainqueur  |
| 3-5/07/2014       | Clásica Nacional de Fusagasugá              | Colombie  | CNC    | Óscar Sevilla     | Vainqueur  |
| 11-13/07/2014     | Clásico Club Deportivo Boyacá               | Colombie  | CNC    | Walter Pedraza    | 5e         |
| 6-17/08/2014      | Tour de Colombie                            | Colombie  | 2.2    | Óscar Sevilla     | Vainqueur  |
| 26-31/08/2014     | Tour de Rio                                 | Brésil    | 2.2    | Óscar Sevilla     | Vainqueur  |
| 27-08/1er-09/2014 | Vuelta a Santander                          | Colombie  | CNC    | Walter Pedraza    | Vainqueur  |
| 3-7/09/2014       | Vuelta Nacional Marco Fidel Suárez          | Colombie  | CNC    | Juan Pablo Suárez | 5e         |
| 17-19/09/2014     | Clásica Ramón Emilio Arcila de Marinilla    | Colombie  | HC     | Robigzon Oyola    | 4e         |
| 26-09/6-10/2014   | Clásico RCN                                 | Colombie  | CNC    | Óscar Sevilla     | 6e         |
| 25-10/1er-11/2014 | Tour du Guatemala (es)                      | Guatemala | 2.2    | Óscar Sevilla     | 3e         |

### Victoires
Seules les victoires dans une épreuve reconnue par la fédération internationale sont, ici, comptabilisés.
| Date       | Course                                                 | Pays      | Classe | Vainqueur                  |
| ---------- | ------------------------------------------------------ | --------- | ------ | -------------------------- |
| 15/02/2014 | 7e étape du Tour du Brésil-Tour de l'État de Sao Paulo | Brésil    | 2.2    | Walter Pedraza             |
| 06/08/2014 | 1re étape du Tour de Colombie                          | Colombie  | 2.2    | EPM-UNE-Área Metropolitana |
| 08/08/2014 | 3e étape du Tour de Colombie                           | Colombie  | 2.2    | Weimar Roldán              |
| 10/08/2014 | 5e étape du Tour de Colombie                           | Colombie  | 2.2    | Óscar Sevilla              |
| 17/08/2014 | Classement général du Tour de Colombie                 | Colombie  | 2.2    | Óscar Sevilla              |
| 26/08/2014 | 1re étape du Tour de Rio                               | Brésil    | 2.1    | Óscar Sevilla              |
| 31/08/2014 | Classement général du Tour de Rio                      | Brésil    | 2.1    | Óscar Sevilla              |
| 25/10/2014 | 1rea étape du Tour du Guatemala (es)                   | Guatemala | 2.2    | Óscar Sevilla              |
| 29/10/2014 | 5e étape du Tour du Guatemala (es)                     | Guatemala | 2.2    | Óscar Sevilla              |
| 01/11/2014 | 8e étape du Tour du Guatemala (es)                     | Guatemala | 2.2    | Róbigzon Oyola             |

### Classement UCI
L'équipe EPM-UNE-Área Metropolitana n'étant pas affiliée à l'UCI, ne participe pas à l'UCI America Tour 2014. Cependant individuellement, les résultats des coureurs de la formation, dans les épreuves du circuit continental, sont comptabilisés. Ainsi, Óscar Sevilla termine au deuxième rang et premier d'entre eux.
| Rang | Coureur            | Points |
| ---- | ------------------ | ------ |
| 2    | Óscar Sevilla      | 205,6  |
| 28   | Juan Pablo Suárez  | 64,6   |
| 86   | Weimar Roldán      | 34,6   |
| 90   | Walter Pedraza     | 32,6   |
| 250  | Róbigzon Oyola     | 9,6    |
| 345  | Camilo Castiblanco | 5,6    |
| 357  | Rafael Infantino   | 5      |